# Irfe
IRFÉ est une maison de mode française établie au début du XXe siècle. Le nom vient de la première syllabe des prénoms des deux fondateurs Irina Alexandrovna de Russie et son époux Félix Feliksovitch Ioussoupov.

## L'histoire

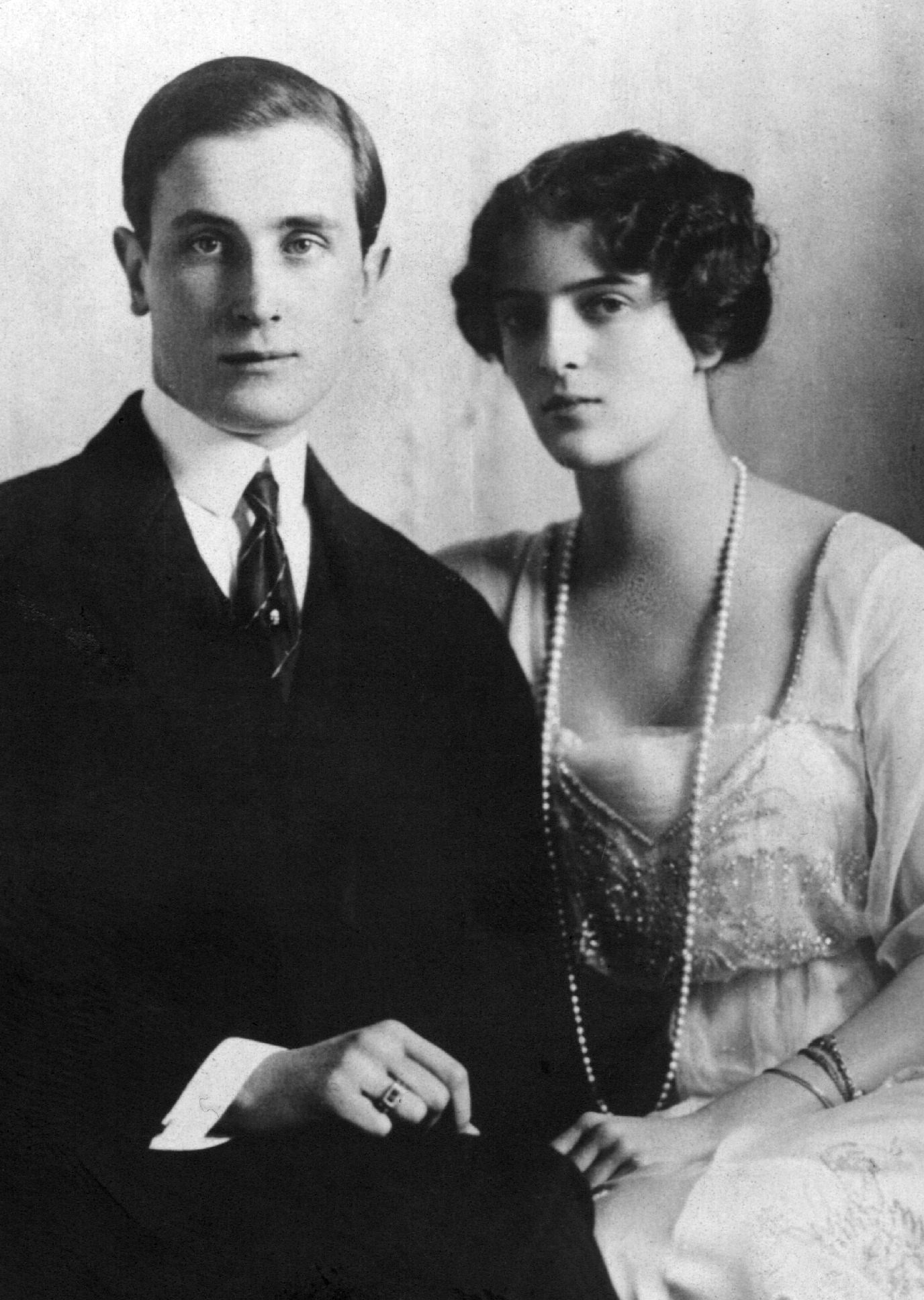
Félix Ioussoupov et Irina Alexandrovna de Russie, les deux fondateurs de la maison

Fondée en 1924 à Paris, IRFÉ occupait d'abord tout le premier étage et plus tard le deuxième étage de la maison du 10, rue de Duphot. Presque tout le personnel était constitué des amis du couple Youssoupov et d'autres émigrés russes. Les mannequins étaient des jeunes filles spécialement sélectionnées, mais Irina Alexandrovna elle-même défilait avec certaines de ses amies.
La présentation de la première collection a lieu à l'hôtel Ritz, place Vendôme, et impressionne la société parisienne. La popularité d’IRFÉ dans les premières semaines après l'ouverture était provoquée notamment par l'intérêt suscité par Félix Youssoupov et les rumeurs concernant sa personne. Dans ses Mémoires, il mentionne que des clientes « venaient par curiosité et recherchaient l'exotisme. Une cliente a demandé du thé du samovar. L'autre, l'Américaine, a voulu voir « le Prince », qui a, d'après ce qu'on dit, les yeux phosphorescents, comme un prédateur ! »
Cette première expérience réussie de l'entreprise pousse Félix Youssoupov à ouvrir, avec le baron Edmond de Zuilan, un magasin de porcelaine en 1925 sur une rue voisine à celle d’IRFÉ, rue de Richpans. Plus tard, le Prince participe à la conception du restaurant parisien Maisonnette sur la rue du Mont-Thabor, fait « au style russe », et ouvre le restaurant Lido, dont l’intérieur est réalisé par le peintre Vassili Choukhaïev.
C’est en 1925 que s’ouvre la première filiale IRFÉ au Touquet, la gestion des affaires étant confiée au cousin d'Irina Alexandrovna : le Prince Gavrila et sa femme, Antonina Rafaïlovna Nesterovskaya, une ancienne danseuse du Ballet Impérial. Deux succursales de la maison de mode s’ouvrent encore par la suite : à Londres sur Berkeley street, sous la direction d'une certaine Mme Ensil, et à Berlin, dans la maison Radzivillov sur Parizerplatts.
En 1926, la maison IRFÉ possède sa propre ligne de parfums. Elle est limitée et représentée par quatre fragrances : Blonde - pour les blondes, Brunette - pour les brunes, Titiane - pour les femmes aux cheveux châtains et Grey Silver - pour les femmes de l'âge élégant.
En 1931, on annonce la liquidation de la maison IRFÉ et toutes ses branches pour des raisons financières. La production de parfums subsiste encore quelques années.

## De nos jours
Après une interruption de 90 ans, la maison de mode IRFÉ est ravivée par sa nouvelle propriétaire Olga Sorokina,. Tout en respectant l’esprit et la philosophie des fondateurs, Olga cumule la créativité de Félix et est également l'ambassadrice de la marque, comme l’était Irina dans les années 1920. Jouissant d’un parcours multiculturel, Olga exprime son mode de vie et sa vision moderne de la mode dans ses collections pour IRFÉ, tout en préservant le patrimoine historique de la Maison.
Le studio de création et le siège de la Maison IRFÉ sont maintenant situés à Paris, rue du Faubourg-Saint-Honoré. La marque propose des accessoires et des vêtements de prêt-à-porter de luxe, réalisés dans les meilleurs ateliers français et italiens. Aspirant à reprendre sa place au sein des plus grandes maisons de mode au monde, IRFÉ fait son premier défilé pendant la Semaine de la Mode à Paris en septembre 2013, l'année du 400e anniversaire de la dynastie des Romanov, et prévoit d'ouvrir sa première boutique à Paris.